# Radovan Karadžić
Radovan Karadžić (srp. Радован Караџић; Petnjica blizu Šavnika, Crna Gora, 19. lipnja 1945.), bosanskohercegovački političar, psihijatar, pjesnik i ratni zločinac srpske narodnosti. Haaški sud podigao je 1995. godine protiv njega optužnicu za ratne zločine protiv Hrvata i Bošnjaka počinjene na teritoriju Bosne i Hercegovine za vrijeme opsade Sarajeva i zbog izdavanja naredbi koje su dovele do genocida u Srebrenici. Karadžić je bio u bijegu od 1996. do uhićenja u Srbiji 21. srpnja 2008. Haaški sud drugostupanjskom ga je presudom 24. ožujka 2019. godine osudio na doživotnu kaznu zatvora, zbog počinjenih zločina protiv čovječnosti, istrebljenja, ubojstava, ubojstva kao kršenja zakona ratovanja, deportacija, nehumanih djela i prisilnog premještanja, širenja terora, protupravnih napade na civile te uzimanje talaca - koje je on počinio u svojstvu prvog predsjednika, tj. efektivnog osnivača Republike Srpske i u svrhu stvaranja Republike Srpske.

## Rani život i obitelj
Radovan Karadžić se rodio u selu Petnjica, općina Šavnik u Crnoj Gori.  Prema nekim izvorima na istom je mjestu rođen i otac Vuka Karadžića.  Završio je osnovnu školu u Nikšiću, a potom se s 15 godina preselio u Sarajevo gdje je završio srednju medicinsku školu, a potom studije medicine, da bi na kraju specijalizirao psihijatriju (što je i doktorirao). Dio školovanja je obavio u SAD-u, a u sarajevskoj bolnici na Koševu je pacijente liječio od depresije. Osim medicinom, Karadžić se bavio i pisanjem poezije.  Oženjen je s Ljiljanom Zelen-Karadžić, s kojom ima dvoje djece - kći Sonju i sina Sašu.
Godine 1987. je završio u pritvoru pod optužbom da je pronevjerio novac kako bi sagradio vikendicu na Palama. U pritvoru je proveo 11 mjeseci, ali je poslije pušten.

## Gospodarski kriminal
Krajem 1983. godine Karadžić je počeo raditi u bolnici u Beogradu. Zbog nemogućnosti supruge da dobije posao u Beogradu obitelj je ostala u Sarajevu dok je Karadžić provodio radne dane u Beogradu. 1. studenog 1984. godine je uhićen zbog optužbi da je državnim novcem sagradio vikendicu na Palama, mjestu oko 30 kilometara istočno od Sarajeva. Poslije 11 mjeseci u pritvoru Karadžić je pušten zbog nedostatka dokaza. 
Nedugo zatim sud u Sarajevu ponovo otvara ovaj slučaj i Karadžić biva osuđen 26. rujna 1985. godine na tri godine zatvora. Zbog već provedenog vremena u pritvoru Karadžić nije morao odsluživati ostatak kazne.

## Politička karijera
Radovan Karadžić je u politiku ušao 1990. godine, kada je u BiH nakon demokratskih promjena i ustavnih reformi osnovana Srpska demokratska stranka, kojoj je postao predsjednik. Ta stranka je pred prve demokratske izbore sklopila koaliciju s druge dvije nacionalne stranke - bošnjačkom Strankom demokratske akcije te hrvatskom HDZ BiH. Ta je koalicija prethodno porazila dotada vladajuće komuniste i preuzela vlast.
Koalicija je, međutim, vrlo brzo bila paralizirana procesom raspada SFRJ, kao i različitim pogledima na sudbinu i ustrojstvo Bosne i Hercegovine u slučaju nestanka Jugoslavije. Karadžić i SDS su se, pod mentorstvom Jovana Raškovića, zalagali da BiH ostane u krnjoj Jugoslaviji, a u slučaju proglašenja nezavisnosti BiH prijetili otcjepljenjem krajeva sa srpskom većinom, slično kao što su to hrvatski Srbi učinili na području Krajine u Hrvatskoj, priključenjem tih područja Srbiji i Crnoj Gori, čime bi se formirala "Velika Srbija".
Karadžić je bio jedan od utemeljitelja zasebne skupštine srpskog naroda u Bosni i Hercegovini 24. listopada 1991., koja je tvrdila da predstavlja srpski narod u BiH. Istovremeno je u okviru BiH osnovano nekoliko "srpskih autonomnih oblasti" (SAO), a u studenom 1991. organiziran je i referendum, na kome su se bosanski Srbi velikom većinom glasova izjasnili za "ostanak u zajedničkoj državi sa Srbijom i Crnom Gorom". Skupština bosanskih Srba pod kontrolom SDS-a je 9. siječnja 1992. godine proglasila "Republiku srpskog naroda Bosne i Hercegovine", a 28. veljače iste godine donijet je i ustav te republike, kojim je proglašeno da njezin teritorij obuhvaća srpske autonomne pokrajine, općine i druge srpske etničke entitete u Bosni i Hercegovini, te da ona ostaje dijelom jugoslavenske federacije.
Vlasti Bosne i Hercegovine organizirale su 29. veljače i 1. ožujka 1992. godine referendum o neovisnosti Bosne i Hercegovine, dakle o njenom izdvajanju iz SFRJ. Velika većina bosanskih Srba bojkotirala je ovaj referendum, dok su Bošnjaci i Hrvati na njega izašli. Od ukupno upisanih glasača na referendum je izašlo 64%, od kojih se za neovisnost BiH izjasnilo 98%. Ujedinjeni narodi su 6. travnja 1992. priznali neovisnost Bosne i Hercegovine i primili je u svoje članstvo. Karadžić je postao prvim predsjednikom bosanskih Srba, čija se uprava nalazila na Palama, i to 13. svibnja 1992. godine ili otprilike toga dana. Nakon stupanja na taj položaj njegova teorijska ovlaštenja obuhvaćala su i zapovjedništvo nad vojskom bosanskih Srba te pravo da postavlja, unaprjeđuje i smjenjuje časnike vojske bosanskih Srba.

## Ratni zločini
Kao najistaknutijeg člana bosanskosrpskog političkog rukovodstva Karadžića se smatralo najodgovornijim kako za izbijanje rata, tako i za brojne zločine koji su u to doba na području BiH pod bosanskosrpskom kontrolom počinjeni nad Bošnjacima i Hrvatima. Isto tako ga se zbog nepopustljivosti smatralo najvećom preprekom mirovnom sporazumu koji je konačno postignut tek u Daytonu 1995. godine. Godinu dana ranije je između Karadžića i srbijanskog predsjednika Slobodana Miloševića došlo do sukoba zbog odbijanja Republike Srpske da prihvati mirovni plan Kontaktne skupine. Zbog toga je Milošević suspendirao svaku oružanu pomoć Republici Srpskoj (kolovoz 1994.).[nedostaje izvor]
U srpnju 1995. je, nakon genocida u Srebrenici, Haaški sud podigao optužnicu protiv Karadžića za ratne zločine. Zbog toga je Karadžić bio izostavljen iz pregovora koji su doveli do Daytonskog mirovnog sporazuma, a kasnije se bio prisiljen odreći mjesta predsjednika Republike Srpske i stranačkih dužnosti, 1996. godine. 
Zbog vlastitog postupanja i postupanja njemu podređenih, uključujući vojsku bosanskih Srba, prema pripadnicima bošnjačkog i hrvatskog naroda u BiH od 1992. do 1995. godine, Radovan Karadžić je optužen na osnovu individualne kaznene odgovornosti (članak 7.1. Statuta Haškog tribunala) i kaznene odgovornosti nadređenog (tzv. "zapovjedna odgovornost", članak 7.3. Statuta) za: genocid, sudjelovanje u genocidu, istrjebljenje, ubojstvo, hotimično lišavanje života, progone, deportaciju, nečovječna djela, protupravno teroriziranje civila i uzimanje talaca.
U njegovu obranu njegove pristalice navode da Karadžić nije ništa više kriv nego bilo koji drugi ratni političar. Njegova navodna vještina u izbjegavanju uhićenja od 1995. godine učinila ga je svojevrsnim lokalnim "herojem" među određenim brojem Srba u BiH i u Srbiji.

## Poratne godine
Karadžić se do 1997. godine nalazi na Palama, ali se ne povlači iz političkog života, sudjeluje u javnom životu, pojavljuje se na proslavama, kulturnim manifestacijama i slično, te ostaje vođom u sjeni kako SDS-a, tako i cijele Republike Srpske. Tijekom 1998. i 1999. godine nestaje i sve potrage za njim pokazuju se bezuspješnim.
U ožujku 2003. godina njegova ga je majka javno pozvala da se preda Haškom sudu. U studenom 2004. godine britanski vojni dužnosnici ocijenili su da bi pokušaj uhićenja uporabom vojnih snaga bio neuspješan, a da bi pritisak na vlasti BiH i Srbije prije urodio plodom.
Vlada entiteta Republika Srpska pozvala je 2005. godine Karadžića da se preda Haškom tribunalu, navodeći da Bosna i Hercegovina i Srbija ne mogu napredovati gospodarski i politički sve dok je on na slobodi. Trupe NATO-a uhitile su Karadžićeva sina Aleksandra Sašu Karadžića 7. srpnja 2005. godine, ali su ga dva dana kasnije pustile na slobodu. Karadžićeva supruga, Ljiljana Zelen Karadžić, javno je 28. srpnja 2005. pozvala Karadžića da se preda Haškom tribunalu.

## Skrivanje i uhićenje
Koristio je lažne dokumente i identitet Dragana Dabića, bavio se alternativnom medicinom i tako zarađivao novac u privatnoj ordinaciji u Beogradu. Ni ljudi kod kojih je radio, kao ni njegovi stanodavci nisu znali da je to on. Posljednja poznata adresa na kojoj je živio bila je u Novom Beogradu. Radovana Karadžića uhitila je srbijanska služba sigurnosti u Beogradu 21. srpnja 2008. godine, te je predan Okružnom sudu u Beogradu. Prema slici predstavljenoj medijima, imao je dugu sijedu kosu i bradu.
Izručen je Haaškom sudu 30. srpnja.

## Presuda - ožujak 2016. godine
Karadžića je 24. ožujka 2016. godine Haaški sud osudio na jedinstvenu kaznu zatvora u trajanju od 40 godina. Nakon smrti Slobodana Miloševića Karadžić predstavlja najviše rangiranog političara optuženog i osuđenog pred Tribunalom. Kriv je za progon kao zločin protiv čovječnosti, istrebljenje, ubojstva, ubojstvo kao kršenje zakona ratovanja, deportaciju, nehumana djela i prisilno premještanje, širenje terora, protupravne napade na civile te uzimanje talaca kao kršenje zakona.

## Konačna presuda - ožujak 2019. godine
Karadžiću je 20. ožujka 2019. godine Haaški sud ukinuo jedinstvenu presudu iz ožujka 2016., te mu je izrečena konačna presuda tj. doživotni zatvor.

## Zanimljivosti
- Nije odslužio obvezni vojni rok.[4]

## Citati
- Ovo nije dobro što vi radite. Ovo je put na koji vi želite izvesti Bosnu i Hercegovinu, ista ona autocesta pakla i stradanja kojom su krenule Slovenija i Hrvatska. Nemojte mislit da nećete odvesti Bosnu i Hercegovinu u pakao, a muslimanski narod možda u nestanak, jer se muslimanski narod ne može obraniti ako rat bude ovdje. (Iz Karadžićevog govora pred bosanskim parlamentom 14. listopada 1991. godine).

## Vanjske poveznice
- Interpolova potjernica  Arhivirana inačica izvorne stranice od 3. svibnja 2005. (Wayback Machine)
- BBC-ov profil Radovana Karadžića  Arhivirana inačica izvorne stranice od 7. siječnja 2009. (Wayback Machine)
- Interview za noord.bart.nl
- Interview za users.tyenet.com

| Prethodnik nitko | Predsjednik Republike Srpske 1991. – 1996. | Nasljednik Biljana Plavšić |